# Distretto di Samastipur
Samastipur è un distretto dell'India di 3 413 413 abitanti, che ha come capoluogo Samastipur.